# Kartoffelsuppe

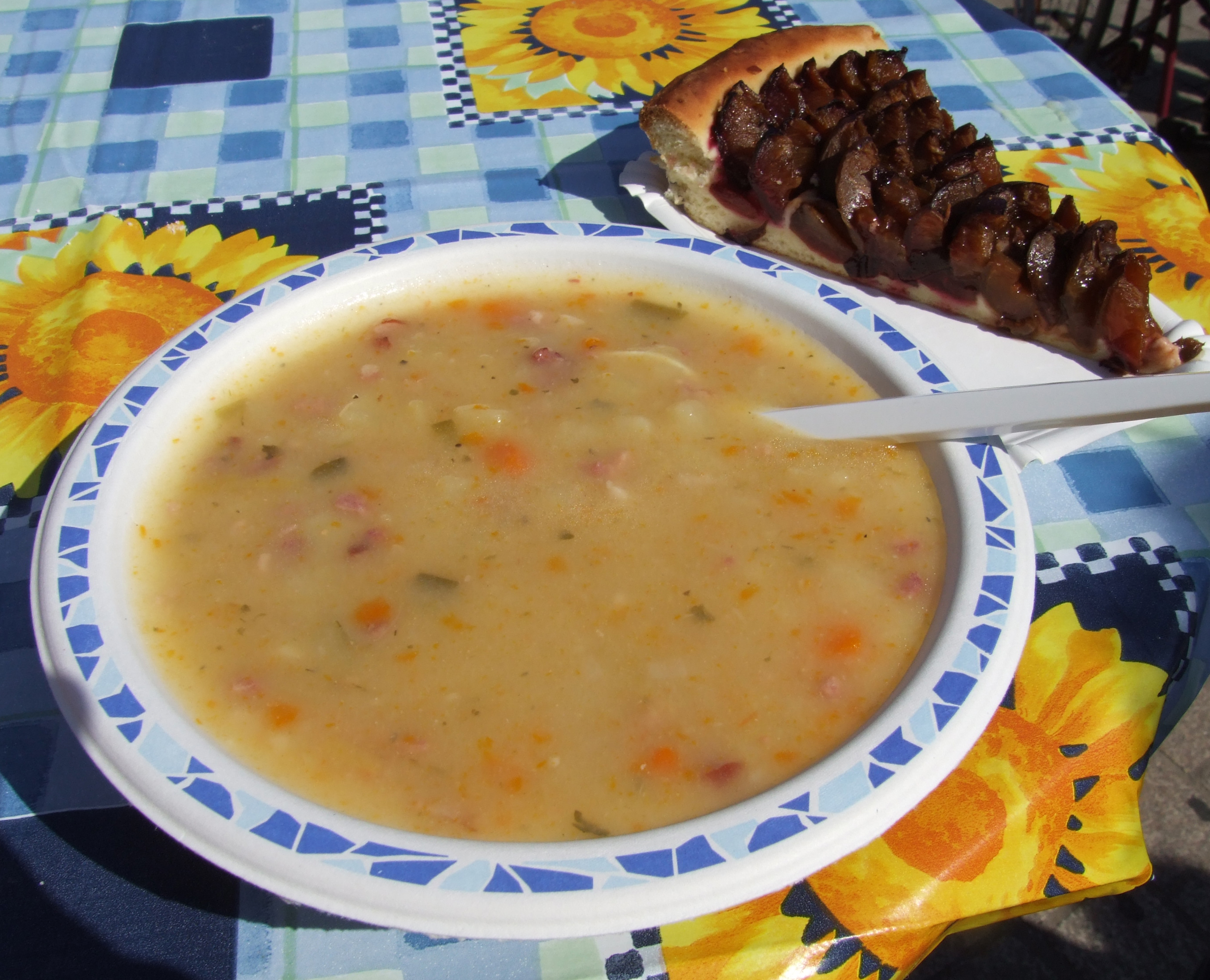
Een bord met Grumbeersupp un Quetschekuche (aardappelsoep en kwetsencake)

Kartoffelsuppe is een soep van de traditionele Duitse keuken. De soep is gebaseerd op aardappel. De dikkere versie van deze soep wordt ook wel stoofpot genoemd.